# 線守稲荷神社

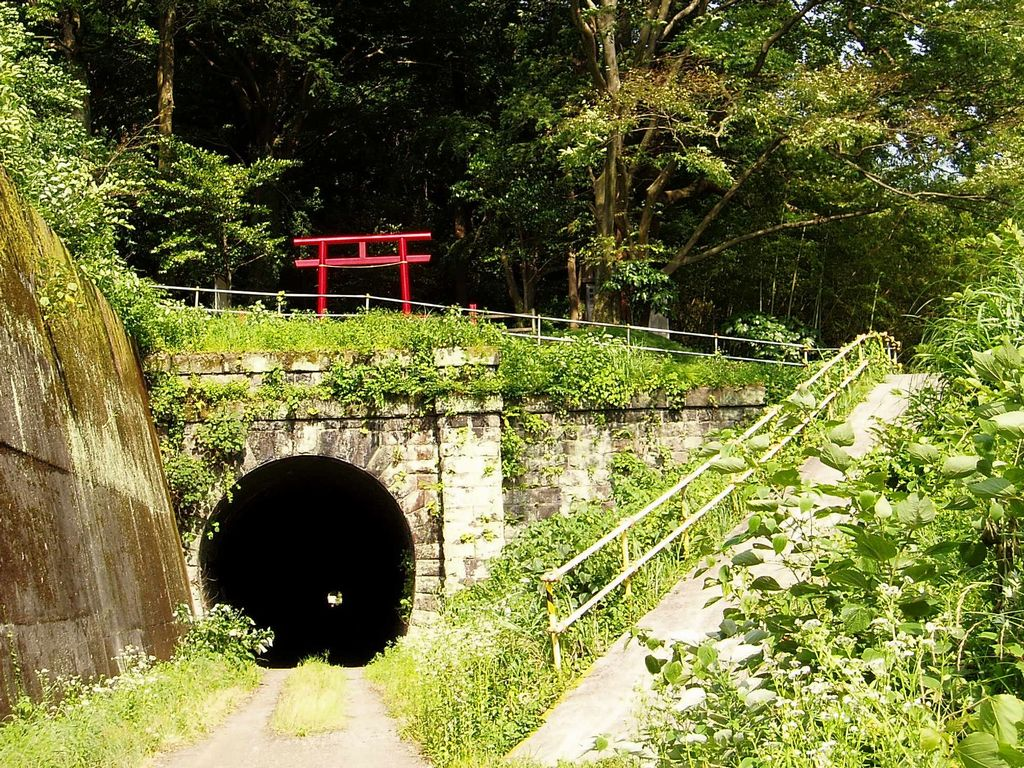
線守稲荷神社は旧線箱根第2号トンネル上にある

線守稲荷神社（せんもりいなりじんじゃ）は、神奈川県足柄上郡山北町にある神社（稲荷神社）である。

## 伝承
都夫良野村の酒匂川沿いに駒の子という集落があり、一匹のキツネが住んでいた。普段は見晴らしのいい岩の上で村人の事を見ていて、時々化かしたり悪戯をすることもあったが、急な坂で荷車を引いていると一緒に押してくれることもあったという。
しかし、この村にも鉄道（御殿場線・当時は東海道本線）が通ることになり、工事によってキツネの住処もなくなってしまった。
鉄道が開通すると、都夫良野村は賑やかになったが、不思議な現象が起こり始めた。線路上に大きな牛が寝そべっていたり、大きな岩が落ちていたりするのである。停止信号を示す赤く点灯したカンテラが揺れていたこともあった。あわてて列車を止めて機関士や車掌が確認しても、牛や岩やカンテラなどはどこにもなかったという。
ある日、列車が駒の子にあるトンネルを出ると、また線路に牛が寝そべっていた。汽笛を鳴らして通過しようとしたが、牛は動かず、列車とぶつかってしまった。列車を止めて調べてみると、牛の姿はどこにもなく、一匹のキツネが死んでいた。それは、鉄道工事によって住処を追われたキツネだった。
村人と鉄道関係者は相談して、このキツネを稲荷大明神として祀り、これからは線路を守ってもらうべく「線守稲荷」と名づけることにした。伏見稲荷大社からお札を受け、松田町にある寒田神社の神主を招いて盛大に創建の式を行なってからは、不思議な現象は起こらなくなったという。
以後、毎年4月には大祭が行なわれている。東海旅客鉄道（JR東海）御殿場工務区長が祭主となり、鉄道関係者や地元住民が参加している。

## アクセス
- 新松田駅・山北駅から富士急湘南バスの中川温泉・西丹沢行きに乗車、「四軒屋」下車すぐ。